# Miért ölnek a nők?
A Miért ölnek a nők? (eredeti cím: Why Women Kill) 2019 és 2021 között vetített amerikai drámasorozat, amelyet Marc Cherry alkotott. A főbb szerepekben Lucy Liu, Ginnifer Goodwin, Kirby Howell-Baptiste, Alexandra Daddario és Sam Jaeger látható.
Az Amerikai Egyesült Államokban 2019. augusztus 15-én mutatta be a CBS All Access, Magyarországon 2023 február 14-én mutatta be a SkyShowtime.
A harmadik évadot megújítása után 2022 júliusában  bejelentették, hogy elkaszálták a sorozatot és a harmadik évad se készül el.

## Ismertető
Három különböző évtizedből származó nő, akiket az köt össze, hogy mindannyian ugyanabban a pasadenai villában éltek, és házasságukban hűtlenséget éltek át. Beth Ann Stanton 1963-ban háziasszonyként elégedett marad, amíg nem értesül férje, Rob hűtlenségéről; a társasági hölgy Simone Grove 1984-ben felfedezi harmadik férje, Karl homoszexualitását, és saját viszonyt kezd egy fiatalabb férfival; 2019-ben pedig a biszexuális ügyvédnő, Taylor Harding próbára teszi nyitott házasságát, amikor férjével, Elival ugyanaz a nő, Jade iránt kezd vonzódni. A hűtlenség mindkét házasságban események láncolatát indítja el, amely egy nő által okozott halálesettel végződik.

## Szereplők

### Főszereplők
| Szereplő           | Színész               | Magyar hang    | Leírás                                                                                          |
| 1963               | 1963                  | 1963           | 1963                                                                                            |
| ------------------ | --------------------- | -------------- | ----------------------------------------------------------------------------------------------- |
| Beth Ann Stanton   | Ginnifer Goodwin      | Németh Borbála | Rob alázatos felesége.                                                                          |
| Rob Stanton        | Sam Jaeger            | Schmied Zoltán | Űrkutatási mérnök, Beth Ann felesége                                                            |
| April Warner       | Sadie Calvano         | Dobó Enikő     | Pincérnő, akinek viszonya van Robbal                                                            |
| 1984               |                       |                |                                                                                                 |
| Simone Grove       | Lucy Liu              | Spilák Klára   | Kétszer elvált társasági hölgy, aki Karlhoz ment feleségül.                                     |
| Karl Grove         | Jack Davenport        | Széles Tamás   | Simone harmadik férje, aki a kapcsolatukat arra használja fel, hogy leplezze homoszexualitását. |
| 2019               |                       |                |                                                                                                 |
| Taylor Harding     | Kirby Howell-Baptiste | Peller Anna    | Biszexuális, feminista ügyvédnő, aki nyitott házasságban él Eli-vel.                            |
| Jade / Irene       | Alexandra Daddario    | Gáspár Kata    | Taylor biszexuális szeretője.                                                                   |
| Eli Cohen          | Reid Scott            | Zöld Csaba     | Forgatókönyvíró nyitott házasságban él Taylorral.                                               |
| 1949               |                       |                |                                                                                                 |
| Alma Fillcot       | Allison Tolman        | N/A            | Háziasszony, aki mindenáron be akar lépni a helyi exkluzív kertészklubba.                       |
| Rita Castillo      | Lana Parrilla         | N/A            | A helyi kertészklub elnöke és Carlo aranyásó felesége.                                          |
| Dee Fillcot        | B.K. Cannon           | N/A            | Alma lánya.                                                                                     |
| Vern Loomis        | Jordane Christie      | N/A            | Magánnyomozó.                                                                                   |
| Scooter            | Matthew Daddario      | N/A            | Színész és Rita szeretője..                                                                     |
| Catherine Castillo | Veronica Falcón       | N/A            | Rita mostohalánya és Carlo lánya.                                                               |
| Bertram Fillcot    | Nick Frost            | N/A            | Alma férje és egy állatorvos.                                                                   |

### Mellékszereplők
| Szereplő        | Színész           | Magyar hang  | Leírás                                                                                         |
| 1963            | 1963              | 1963         | 1963                                                                                           |
| --------------- | ----------------- | ------------ | ---------------------------------------------------------------------------------------------- |
| Sheila Mosconi  | Alicia Coppola    | Kiss Eszter  | Rob és Beth Ann szomszédja és Leo felesége, aki összebarátkozik Beth Ann-nel.                  |
| Leo Mosconi     | Adam Ferrara      | Elek Ferenc  | Rob és Beth Ann szomszédja és Sheila férje.                                                    |
| Claire          | Lindsey Kraft     | N/A          | Rob titkárnője.                                                                                |
| 1984            |                   |              |                                                                                                |
| Naomi Harte     | Katie Finneran    | Zakariás Éva | Simone gazdag barátja és Tommy özvegy édesanyja.                                               |
| Tommy Harte     | Leo Howard        | Czető Roland | Naomi fia, aki romantikus érzelmeket táplál Simone iránt.                                      |
| Amy Lin         | Li Jun Li         | N/A          | Simone lánya az első házasságából.                                                             |
| 2019            |                   |              |                                                                                                |
| Lamar           | Kevin Daniels     | N/A          | Eli ügynöke.                                                                                   |
| Duke            | Kevin McNamara    | Gacsal Ádám  | Jade volt barátja.                                                                             |
| 1949            |                   |              |                                                                                                |
| Carlo Castillo  | Daniel Zacapa     | N/A          | Rita idős férje és Catherine édesapja.                                                         |
| Isabel          | Eileen Galindo    | N/A          | Rita szobalánya, aki titokban a bűntársa és unokatestvére.                                     |
| Grace           | Virginia Williams | N/A          | A kertészklub tagja.                                                                           |
| Mrs. Carol Yost | Rondi Reed        | N/A          | Fillcot mogorva, ítélkező szomszédja, aki hitetlenkedik, amiért Alma bekerült a kertészklubba. |
| Joan            | Jessica Phillips  | N/A          | A kertészklub tagjai.                                                                          |
| Mavis           | Kerry O'Malley    | N/A          | A kertészklub tagjai.                                                                          |
| Brenda          | Cynthia Quiles    | N/A          | A kertészklub tagjai.                                                                          |
| narrátor        | Jack Davenport    | N/A          | Narrrátor.                                                                                     |
| Rohbin          | Warren Kole       | N/A          | nyomozó.                                                                                       |

## Évados áttekintés
| Évad | Évad | Epizódok | Eredeti sugárzás   | Eredeti sugárzás  | Magyar sugárzás   | Magyar sugárzás   |
| Évad | Évad | Epizódok | Évadpremier        | Évadfinálé        | Évadpremier       | Évadfinálé        |
| ---- | ---- | -------- | ------------------ | ----------------- | ----------------- | ----------------- |
|      | 1    | 10       | 2019. augusztus 8. | 2019. október 17. | 2023. február 14. | 2023. február 14. |
|      | 2    | 10       | 2021. június 3.    | 2021. július 29.  | N/A               | N/A               |

## Epizódok

### 1. évad
| Sor. | Év. | Cím                                                                                              | Rendező                   | Író                             | Premier                                |
| ---- | --- | ------------------------------------------------------------------------------------------------ | ------------------------- | ------------------------------- | -------------------------------------- |
| 1.   | 1.  | Murder Means Never Having to Say You're Sorry                                                    | Marc Webb                 | Marc Cherry                     | 2019. augusztus 15. 2023. február 14.  |
| 2.   | 2.  | I'd Like to Kill Ya, But I Just Washed My Hair                                                   | Marc Webb                 | Austin Guzman                   | 2019. augusztus 22. 2023. február 14.  |
| 3.   | 3.  | I Killed Everyone He Did, But Backwards and in High Heels                                        | David Grossman            | Randi Mayem Singer              | 2019. augusztus 29. 2023. február 14.  |
| 4.   | 4.  | You Had Me at Homicide                                                                           | Valerie Weiss             | Greg Malins                     | 2019. szeptember 5. 2023. február 14.  |
| 5.   | 5.  | There's No Crying in Murder                                                                      | David Grossman            | Jeff Strauss és Brendan Stephan | 2019. szeptember 12. 2023. február 14. |
| 6.   | 6.  | Practically Lethal in Every Way                                                                  | David Warren              | Joe Keenan                      | 2019. szeptember 19. 2023. február 14. |
| 7.   | 7.  | I Found Out What the Secret to Murder Is: Friends. Best Friends.                                 | Elizabeth Allen Rosenbaum | Hannah Schneider                | 2019. szeptember 26. 2023. február 14. |
| 8.   | 8.  | Marriages Don't Break Up on Account of Murder – It's Just a Symptom That Something Else Is Wrong | Lucy Liu                  | Alexa Junge                     | 2019. október 3. 2023. február 14.     |
| 9.   | 9.  | I Was Just Wondering What Makes Dames Like You So Deadly                                         | Dawn Wilkinson            | Mary Elizabeth Hamilton         | 2019. október 10. 2023. február 14.    |
| 10.  | 10. | Kill Me as if It Were the Last Time                                                              | David Warren              | Marc Cherry és Curtis Kheel     | 2019. október 17. 2023. február 14.    |

### 2. évad
| Sor. | Év. | Cím                     | Rendező            | Író                     | Premier          |
| ---- | --- | ----------------------- | ------------------ | ----------------------- | ---------------- |
| 11.  | 1.  | Secret Beyond the Door  | David Warren       | Marc Cherry             | 2021. június 3.  |
| 12.  | 2.  | The Woman in the Window | David Warren       | Joe Keenan              | 2021. június 3.  |
| 13.  | 3.  | Lady in the Lake        | Jennifer Getzinger | Joshua Michael Stern    | 2021. június 10. |
| 14.  | 4.  | Scene of the Crime      | Eva Longoria       | Hannah Schneider        | 2021. június 17. |
| 15.  | 5.  | They Made Me a Killer   | Larry Shaw         | Mary Elizabeth Hamilton | 2021. június 24. |
| 16.  | 6.  | Dangerous Intruder      | Larry Shaw         | Stacey Harman           | 2021. július 1.  |
| 17.  | 7.  | The Woman in Question   | Joanna Kerns       | Curtis Kheel            | 2021. július 8.  |
| 18.  | 8.  | Murder, My Sweet        | David Warren       | Austin Guzman           | 2021. július 15. |
| 19.  | 9.  | The Unguarded Moment    | Melanie Mayron     | Joe Keenan              | 2021. július 22. |
| 20.  | 10. | The Lady Confesses      | David Warren       | Joe Keenan              | 2021. július 29. |

## A sorozat készítése
2018. szeptember 24-én jelentették be, hogy a CBS All Access egyenesen sorozatba rendeli a produkciót. A sorozatot Marc Cherry készítette, aki Brian Grazer, Francie Calfo, Michael Hanel és Mindy Schultheis mellett a sorozat vezető producere is lesz. A sorozatban részt vevő produkciós cégek az Imagine Entertainment és a CBS Television Studios voltak. 2018. december 10-én bejelentették, hogy a sorozat 8,4 millió dollárnyi adójóváírást kap Kaliforniától.